# Run with U
Run With U (deutsch Mit dir Rennen) ist ein englischsprachiger Popsong der Gruppe Mamagama. Mit dem Titel vertrat sie Aserbaidschan beim Eurovision Song Contest 2025 in Basel.

## Hintergrund und Produktion
Anfang Februar 2025 wurde vom aserbaidschanischen Rundfunk İctimai die Teilnahme der Band Mamagama am kommenden Eurovision Song Contest verkündet. Die Band wurde bereits 2023 in die engere Auswahl genommen, aber letztendlich nicht ausgewählt. Die interne Auswahl für 2025 erfolgte aus 154 Beiträgen, zu denen die Band insgesamt fünf Titel beigesteuert hatte.
Der Titel wurde Asəf Mişiyev, dem Frontmann der Band, getextet. Die Musik schrieb er mit Roman Zilyanev. Die Abmischung und das Mastering erfolgten durch Ihor Zavada und Michael Nekrasov. Produzenten waren Mişiyev, Zilyanev und Hasan Hayadar unter seinem Pseudonym kHVS.
Laut Mişiyev sei der Text zum Titel bereits 16 Jahre vor der Einreichung entstanden. Für die Teilnahme am Wettbewerb habe man ein neues Arrangement geschrieben. Weiterhin gebe es noch eine zweite Version des Titels.

## Inhaltliches
Der englischsprachige Titel ist in zwei Strophen aufgeteilt, die von einem Refrain geteilt werden, der wiederum einen Pre-Chorus besitzt. Der Refrain wird vor und nach der zweiten Strophe gesungen, der Pre-Chorus ist bei der Wiederholung jedoch deutlich kürzer. Die Melodie wird durchgängig von der Kadenz Cm - E♭ - H - F getragen. Das Arrangement von Run with U folgt dem Stil der Gruppe, welche im Titel die Saz als traditionelles Instrument verwendet, die restliche Instrumentierung weitgehend einem modernen Popstil folgt.

## Beim Eurovision Song Contest
Mit dem Titel nahm Aserbaidschan am Eurovision Song Contest 2025 in Basel teil. Das Land trat hierbei im ersten Halbfinale mit Startnummer 10 am 13. Mai 2025 an. Die Bühnendarbietung wurde von Ace Bowerman entworfen. Das Land konnte sich jedoch nicht für das Finale qualifizieren. Mit sieben Punkten aus San Marino erfuhr das Land zwar nicht das schlechteste Ergebnis nach Punkten, wohl aber mit dem letzten Platz die schlechteste Platzierung in seiner Wettbewerbsgeschichte.

## Veröffentlichung
Der Titel wurde am 20. Februar 2025 als Musikstream bereitgestellt. Gleichzeitig erschien ein Musikvideo, das unter der Regie von Elvin Ahmadoglu entstand. Neben der Band traten auch die ehemaligen Wettbewerbsteilnehmer Fahree und İlkin Dövlətov sowie TuralTuranX im Video auf. Am 9. April erschien zudem eine Deep-House-Version von Run With U.